# Falsomesosella rufovittata
Falsomesosella rufovittata là một loài bọ cánh cứng trong họ Cerambycidae.